# Schefflera brachypoda
Schefflera brachypoda är en araliaväxtart som beskrevs av David Gamman Frodin. Schefflera brachypoda ingår i släktet Schefflera och familjen araliaväxter. Inga underarter finns listade.